# Liste der Naturdenkmale in Döttesfeld
Die Liste der Naturdenkmale in Döttesfeld nennt die im Gemeindegebiet von Döttesfeld ausgewiesenen Naturdenkmale (Stand 19. Juni 2025).

## Naturdenkmale
| Nr.         | Bezeichnung | Lage                                        | Beschreibung     | Bild                                    |
| ----------- | ----------- | ------------------------------------------- | ---------------- | --------------------------------------- |
| ND-7138-426 | Hardtbuche  | Döttesfeld, Schützenstraße, bei Nr. 21 Lage | Carpinus betulus | Direkt Bild zu diesem Denkmal hochladen |

## Ehemalige Naturdenkmale
| Nr.         | Bezeichnung           | Lage                                                            | Beschreibung                                                                     | Bild                                    |
| ----------- | --------------------- | --------------------------------------------------------------- | -------------------------------------------------------------------------------- | --------------------------------------- |
| ND-7138-420 |                       | Breitscheid, nordöstlich des Ortes; Abteilung In den Tälen Lage | Pinus strobus; Rechtsverordnung vor 2013 aufgehoben                              | Direkt Bild zu diesem Denkmal hochladen |
| ND-7138-431 | Eiche am Kaulengarten | Döttesfeld, südöstlich des Ortes; Flur In den Kaulengärten Lage | Quercus sp.; am 22. Juni 2023 durch Sturm schwer beschädigt, im Mai 2024 gefällt | Fotos hochladen                         |